# Clarins Open 1989
Il Clarins Open 1989 è stato un torneo di tennis giocato sulla terra rossa.
È stata la 3ª edizione del torneo, che fa parte della categoria Tier V nell'ambito del WTA Tour 1989.
Si è giocato a Parigi in Francia, dal 18 al 24 settembre 1989.

## Campionesse

### Singolare
Sandra Cecchini ha battuto in finale  Regina Rajchrtová con il punteggio di 6–4, 6(5)–7, 6–1.

### Doppio
Sandra Cecchini /  Patricia Tarabini hanno battuto in finale  Nathalie Herreman /  Catherine Suire con il punteggio di 6–1, 6–1.